# William Kristol
William « Bill » Kristol, né le 23 décembre 1952 à New York, est un journaliste, éditorialiste américain néo-conservateur, partisan passionné d'Israël, de la puissance américaine et du renforcement de la présence américaine au Moyen-Orient.

## Biographie
Bill Kristol est le fils d'Irving Kristol, qui fut d'abord un militant trotskyste avant de devenir l'un des fondateurs du mouvement néo-conservateur.
Bill Kristol est diplômé d'Harvard en science politique. 
C'est à Harvard qu'il rencontre Alan Keyes, un républicain noir ultraconservateur et candidat aux primaires républicaines de 2000. 
Après avoir enseigné la philosophie politique à l'université de Pennsylvanie, Kristol rejoint l'administration de Ronald Reagan en 1985 comme chef de cabinet du secrétaire à l'éducation, William Bennett puis comme chef de cabinet du vice-président Dan Quayle dans l'administration de George H. W. Bush.
Après la grande victoire républicaine au Congrès en 1994, Kristol se joint au néo-conservateur John Podhoretz et à Rupert Murdoch pour lancer un journal périodique conservateur intitulé The Weekly Standard.
En 1997, il fonde avec Robert Kagan, un Think tank néo-conservateur intitulé « Projet pour un nouveau siècle américain » (Project for the New American Century - PNAC). Ils sont tous deux à l'origine de l'appel à Bill Clinton pour une action militaire en Irak afin de protéger les intérêts vitaux des États-Unis dans le Golfe.
Kristol est également membre du centre de recherche conservateur « American Enterprise Institute ».
En 2003, Bill Kristol fut l'un des avocats de l'invasion de l'Irak et du renversement de Saddam Hussein comme préalable à une recomposition et à une démocratisation au Moyen-Orient (théorie des dominos).
En 2005, Kristol participa à la rédaction du discours de la seconde investiture de George W. Bush.
Il a été fondateur et président du PNAC, éditeur du Weekly Standard et chroniqueur politique régulier sur la chaîne d'information Fox News.
Il est directeur du « Emergency committee for Israel »  et de « the foreign policy initiative », groupe politique dédié à l'ostracisation de l'Iran et de ses alliés.
En janvier 2017, il approuve les déclarations de Seth Moulton (représentant démocrate au Congrès), dénonçant le décret pris par Donald Trump pour restreindre l'entrée sur le territoire américain des ressortissants de certains pays à majorité musulmane.
Bill Kristol est marié à Susan Scheinberg. Ils ont trois enfants.

## Citation
« Vive la France » - Titre de l'éditorial de Bill Kristol au moment du rejet par les Français du Traité établissant une Constitution pour l'Europe consultés par référendum le 29 mai 2005
« Toutes les bonnes choses ont une fin. Le 20 janvier 2009 (Première investiture de Barack Obama) a marqué la fin d'une ère de conservatisme. » en parlant de la fin du mouvement initié par Ronald Reagan.